# Iwan Kabicyn
Iwan Iwanowicz Kabicyn (ros. Иван Иванович Кабицин, ur. 1 września?/14 września 1902 we wsi Wyrytowo w rejonie guś-chrustalnym w obwodzie włodzimierskim, zm. 10 czerwca 1968 w Charkowie) – radziecki pułkownik, Bohater Związku Radzieckiego (1946).

## Życiorys
Urodził się w rodzinie chłopskiej. Skończył szkołę podstawową, pracował jako cieśla. Od 1920 służył w Armii Czerwonej, brał udział w wojnie domowej w Rosji, walczył z armią Kołczaka i na Dalekim Wschodzie. W 1922 został dowódcą plutonu moździerzy w Przyuralskim Okręgu Wojskowym, w 1925 przyjęto go do WKP(b), w 1929 skończył kursy wojskowo-polityczne w Leningradzie. Był komisarzem kompanii moździerzy w samodzielnym batalionie moździerzy w Głazowie, w 1936 ukończył kursy "Wystrieł", po czym został politrukiem batalionu piechoty w Kirowie. Od lutego 1942 uczestniczył w wojnie z Niemcami jako politruk batalionu piechoty, potem zastępca dowódcy i dowódca pułku piechoty, walczył na Froncie Kalinińskim, Południowo-Zachodnim, 3 Ukraińskim i 1 Białoruskim. Był trzykrotnie ranny. W 1943 ukończył przyśpieszony kurs Akademii Wojskowej im. Frunzego. Brał udział w walkach w rejonie miasta Biełyj i miejscowości Olenino (1942), walkach o Zaporoże i w rejonie Krzywego Rogu (1943), walkach o przyczółek nikopolski, operacji bieriezniegowato-sniegiriowskiej, operacji odeskiej, brzesko-lubelskiej, w tym wyzwalaniu Łukomla, Lublina, Magnuszewa i forsowaniu Bugu i Wisły i walkach o przyczółek magnuszewski (1944), w operacji wiślańsko-odrzańskiej, w tym w wyzwalaniu Łodzi i Poznania, forsowaniu Odry i walkach o przyczółek kostrzyński oraz w operacji berlińskiej i walkach ulicznych w Berlinie (1945). Jako dowódca 140 gwardyjskiego pułku piechoty 47 Gwardyjskiej Dywizji Piechoty 8 Gwardyjskiej Armii 1 Frontu Białoruskiego w stopniu podpułkownika umiejętnie odpierał kontrataki Niemców podczas walk o przyczółek kostrzyński w marcu i kwietniu 1945. Po wojnie służył w Grupie Wojsk Radzieckich w Niemczech, później od 1949 pełnił funkcje sztabowe w Tule i Charkowie, w 1953 został zwolniony do rezerwy w stopniu pułkownika.

## Odznaczenia
- Złota Gwiazda Bohatera Związku Radzieckiego (15 maja 1946)
- Order Lenina (dwukrotnie, 6 listopada 1945 i 15 maja 1946)
- Order Czerwonego Sztandaru (trzykrotnie, 21 lutego 1945, 31 maja 1945 i 15 listopada 1950)
- Order Wojny Ojczyźnianej I klasy (7 maja 1945)
- Medal jubileuszowy „XX lat Robotniczo-Chłopskiej Armii Czerwonej”
- Medal „Za zdobycie Berlina”
- Medal „Za zwycięstwo nad Niemcami w Wielkiej Wojnie Ojczyźnianej 1941–1945”